# بوریاتیا ۲۵۹۳
سیارک ۲۵۹۳ (به انگلیسی: 2593 Buryatia، نامگذاری:1976GB8) دو هزار و پانصد و نود و سومین سیارک کشف شده‌است که در ۲ آوریل ۱۹۷۶ کشف شد.
قدر مطلق سیارک برابر ۱۴٫۳۰ است.